# إريك جرينهالغ
اريك جرينهالغ (18 مايو 1910 - 2 يوليو 1996)  (بالإنجليزية: Eric Greenhalgh)‏ هو لاعب كريكت بريطاني (وحمل سابقاً جنسية المملكة المتحدة لبريطانيا العظمى وأيرلندا).